# Scott Daniels (Eishockeyspieler)
Scott Daniels (* 19. September 1969 in Mistawasis, Saskatchewan) ist ein ehemaliger kanadischer Eishockeyspieler, der während seiner aktiven Karriere unter anderem für die Hartford Whalers, Philadelphia Flyers und New Jersey Devils in der National Hockey League gespielt hat.

## Karriere
Beim NHL Entry Draft 1989 wurde Daniels in der siebten Runde als 136. Spieler von den Hartford Whalers ausgewählt. Bei den Whalers wurde er in seiner bevorzugten Rolle als Enforcer eingesetzt. Von 1990 bis 1995 spielte er jedoch überwiegend bei den Springfield Indians in der American Hockey League. Dort erzielte er in drei Spielzeiten in Folge mindestens 20 Scorerpunkte.
In der Saison 1995/96 gelang Daniels der Durchbruch bei den Whalers, als er in 53 NHL-Spielen auflief und 254 Minuten auf der Strafbank verbrachte. Am 27. Juni 1996 unterzeichnete er als Free Agent einen Vertrag bei den Philadelphia Flyers. Nach einer Saison als Stammspieler bei den Flyers wurde er im September 1997 beim NHL Waiver Draft von den New Jersey Devils verpflichtet. Bei den Devils kam er in der Spielzeit 1997/98 zwar auf 27 Spiele, doch in der folgenden Saison bestritt er nur noch ein Spiel in der NHL und beendete die Saison 1998/99 bei den Albany River Rats in der AHL, bevor er im Anschluss an diese Saison seine Karriere beendete.